# ツェリン・オーセル

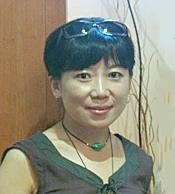
唯色

ツェリン・オーセル（tse ring od zer, 茨仁唯色、1966年 - ）は、中華人民共和国・北京市在住のチベット人作家（国籍:中国）。原籍は東部チベット・カム地方のデルゲ。北京在住の中国人作家・王力雄の妻。

## 名前の表記
チベット人は通常姓を持たず、「ツェリン・オーセル(tse ring od zer, 茨仁唯色)」全体が名であるが、みずから前半部を省略して「od zer (唯色)」と名乗ることもある。また、アルファベット表記でwoeserも使用している。
最初に日本語訳された著書『殺劫(シャーチェ)』では、「ツェリン・オーセル」「オーセル」との表記が並行して使用された。他に、日本語ではウーセルともカナ表記される。

## 略歴
1966年、チベット自治区のラサ市にて誕生。1988年、四川省成都石の西南民族学院漢語文学部を卒業。「甘孜報」(四川省甘孜蔵族自治州の地元紙)の編集者・記者に。1990年、ラサの『西蔵文学』誌(西蔵自治区文学芸術界連合会)の編集部に移籍。1999年、王力雄の『天葬:西蔵的命運』を読んで王に亡父の遺品である文革期チベットの写真のネガを送付したことから王との交流が始まる。王のすすめにより、写真１枚１枚について被写体本人や周囲の人々に取材してゆく作業に着手。
2003年に出版した『西蔵筆記』が、のちに「政治的誤り」を理由に発禁処分となり『西蔵文学』を失職。以後、フリーで作家活動を続けて現在にいたる。2004年王力雄と結婚。
2013年6月19日から、ツェリン・オーセルが、中国当局により自宅軟禁下に置かれていることが分かった。夫の王力雄とともに、外出できない状態となっている。

## 作品の概要
『殺劫』
亡父ツェリン・ドルジェが撮影した文革期チベット（1966年 - 1976年）の写真を整理し、被写体当人やその関係者からのインタビューをもとに、被写体・撮影の時期・場所や、写真内で進行している出来事の解説を附したルポルタージュ。
著者は当初亡父ツェリン・ドルジェの遺品のネガを「あなたには(中略)このネガを有効にお使いいただけると信じ、寄贈いたします」として王力雄にゆだねようとしたが、王のすすめにより自ら写真の調査に取り組むことを決意、チベット語の巧みな母を通訳として、1999年から2005年をかけて被写体本人や遺族、隣人・知人等に取材。
2006年に台湾から中国語版が出版され、2008年に日本・博多から日本語版、インド・ダラムサラからチベット語版が出版されている。中国国内では未刊。
『西蔵記憶』
チベットにおける文化大革命について、ラサを中心に取材したルポルタージュ。
『殺劫』が写真の解説であるのに対し、本書はインタビューを中心とし、『殺劫』とあわせ読むことで、チベットにおける「文化大革命」をより立体的に理解することが可能。

## 著作
- 中国国内
  - 『西蔵在上』青海民族出版社(西寧市), 1999 詩集。
  - 『西蔵筆記』花城出版社, 2003 散文集。
- 台湾・香港
  - 『名為西蔵的詩』大塊文化出版股份有限公司(台北), 2006。『西蔵筆記』を改題
  - 『西蔵・絳紅色的地図』時英出版社(台北), 2003。旅行記
  - 『殺劫』大塊文化出版股份有限公司, 2006
  - 『西蔵記憶』大塊文化出版股份有限公司, 2006
  - 『聴説西蔵』 王力雄と共著、大塊文化出版股份有限公司, 2009

- 訳書『チベットの秘密』 劉燕子編訳、集広舎、2012年。ISBN 978-4904213179

日本語版
- ツェリン・ドルジェ（Tsering Dorjee）写真『殺劫(シャーチェ)　チベットの文化大革命』

藤野彰・劉燕子訳、集広舎(福岡市・博多)、2008年。ISBN 978-4904213070